# Partido Democrata-Cristão (Finlândia)
O Partido Democrata-Cristão - em finlandês Kristillisdemokraatit e em sueco Kristdemokraterna - é um partido democrata-cristão da Finlândia, fundado em 1958, por cristãos provenientes do Partido da Coligação Nacional.

A presidente do partido é Sari Essayah, desde 2015.

## Resultados eleitorais

### Eleições legislativas
| Data | CI.           | Votos         | %             | +/-           | Deputados     | +/-           | Status            |
| ---- | ------------- | ------------- | ------------- | ------------- | ------------- | ------------- | ----------------- |
| 1958 | 11.º          | 3 358         | 0,2 / 100,0   |               | 0 / 200       |               | Extra-parlamentar |
| 1962 | Não concorreu | Não concorreu | Não concorreu | Não concorreu | Não concorreu | Não concorreu | Não concorreu     |
| 1966 | 9.º           | 10 646        | 0,4 / 100,0   |               | 0 / 200       |               | Extra-parlamentar |
| 1970 | 9.º           | 13 082        | 1,1 / 100,0   | 0,7           | 1 / 200       | 1             | Oposição          |
| 1972 | 8.º           | 65 228        | 2,5 / 100,0   | 1,4           | 4 / 200       | 3             | Oposição          |
| 1975 | 8.º           | 90 599        | 3,6 / 100,0   | 1,1           | 9 / 200       | 5             | Oposição          |
| 1979 | 5.º           | 138 244       | 4,8 / 100,0   | 1,2           | 9 / 200       | Estável       | Oposição          |
| 1983 | 7.º           | 90 410        | 3,0 / 100,0   | 1,8           | 3 / 200       | 6             | Oposição          |
| 1987 | 9.º           | 74 209        | 2,6 / 100,0   | 0,4           | 5 / 200       | 2             | Oposição          |
| 1991 | 8.º           | 83 151        | 3,1 / 100,0   | 0,5           | 8 / 200       | 3             | Governo           |
| 1995 | 7.º           | 82 311        | 3,0 / 100,0   | 0,1           | 7 / 200       | 1             | Oposição          |
| 1999 | 7.º           | 111 835       | 4,2 / 100,0   | 1,2           | 10 / 200      | 3             | Oposição          |
| 2003 | 6.º           | 148 987       | 5,3 / 100,0   | 1,1           | 7 / 200       | 3             | Oposição          |
| 2007 | 6.º           | 134 790       | 4,9 / 100,0   | 0,4           | 7 / 200       | Estável       | Oposição          |
| 2011 | 8.º           | 118 453       | 4,0 / 100,0   | 0,9           | 6 / 200       | 1             | Governo           |
| 2015 | 8.º           | 105 134       | 3,5 / 100,0   | 0,5           | 5 / 200       | 1             | Oposição          |
| 2019 | 8.º           | 120 039       | 3,9 / 100,0   | 0,4           | 5 / 200       | Estável       | Oposição          |

### Eleições europeias
| Data | CI. | Votos  | %           | +/- | Deputados | +/-     |
| ---- | --- | ------ | ----------- | --- | --------- | ------- |
| 1996 | 8.º | 63 279 | 2,8 / 100,0 |     | 0 / 16    |         |
| 1999 | 7.º | 29 637 | 2,4 / 100,0 | 0,4 | 1 / 16    | 1       |
| 2004 | 7.º | 70 845 | 4,3 / 100,0 | 1,9 | 0 / 14    | 1       |
| 2009 | 7.º | 69 458 | 4,2 / 100,0 | 0,1 | 1 / 13    | 1       |
| 2014 | 8.º | 90 586 | 5,2 / 100,0 | 1,0 | 0 / 13    | 1       |
| 2019 | 8.º | 89 166 | 4,9 / 100,0 | 0,3 | 0 / 13    | Estável |